# 95e régiment d'infanterie (France)
Le 95e régiment d'infanterie (95e RI) est un régiment d'infanterie de l'Armée de terre française, à double héritage, créé sous la Révolution à partir du régiment de Salis-Marschlins, un régiment d'infanterie suisse au service du royaume de France, et du 20e régiment d'infanterie légère. Il est dissous en 1998.
En 2019, le drapeau du 95e RI est remis à la garde des écoles militaires de Bourges (EMB).

## Création et différentes dénominations
- 12 avril 1762: Régiment de Salis-Marschlins
- 1er janvier 1791 : Tous les régiments prennent un nom composé du nom de leur arme avec un numéro d'ordre donné selon leur ancienneté. Le régiment de Salis-Marschlins devient le 95e régiment d'infanterie de ligne ci-devant Salis-Marschlins.
- 2 avril 1793 : Comme l'ensemble des régiments suisses il est licencié[3],[4].
- 12 août 1793 : Amalgamé il prend le nom de 95e demi-brigade de première formation
- 21 décembre 1798 : Création de la 95e demi-brigade de deuxième formation
- 24 septembre 1803 : Renommé 95e régiment d'infanterie de ligne
- 12 mai 1814 : Pendant la Première Restauration, le 95e régiment d'infanterie de ligne prend le no 79
- 1er mars 1815 : Un décret de Napoléon Ier rend aux anciens régiments d'infanterie de ligne les numéros qu'ils avaient perdus; il redevient 95e régiment d'infanterie durant les Cent Jours.
- 16 juillet 1815 : comme l'ensemble de l'armée napoléonienne, il est licencié à la Seconde Restauration

le numéro 95 reste vacant jusqu'en 1854.
- En 1854, l'infanterie légère est transformée, et ses régiments sont convertis en unités d'infanterie de ligne, prenant les numéros de 76 à 100. Le 20e régiment d'infanterie légère prend le nom de 95e régiment d'infanterie de ligne.
- 1887 : Renommé 95e régiment d'infanterie
- 1914 : À la mobilisation, il donne naissance au 295e régiment d'infanterie
- Après l'armistice du 22 juin 1940, le régiment est dissous comme l'ensemble de l'armée française
- 1945 : nouvelle création du régiment à Rouen à partir des maquis du Loiret et de la Nièvre le 1er janvier
- 1945 : nouvelle dissolution en septembre
- 1963 : nouvelle création du régiment à Bourges
- 1966 : devient 95e régiment d'infanterie divisionnaire (95e RID)
- 1985 : devient 95e régiment inter-arme divisionnaire (95e RIAD)
- 1998 : dissolution du régiment
- 2019 : le drapeau est remis aux Écoles militaires de Bourges

## Colonels et chefs de corps
95e demi-brigade et 95e régiment d'infanterie de ligne
- 1794 : chef de brigade Gudin (?)
- 1798 : chef de brigade Veinnet (Jean)
- 1799 : chef de brigade Grandjean (Balthazard)
- 1803 : colonel Pecheux (Marc-Nicolas-Louis)
- 1810 : colonel Pierre François Gabriel Ronzier (*)
- 1814 : colonel Jean Baptiste Garnier - du 28 juin à août 1814)
- 1815 : (Cent-Jours) : Jean Baptiste Garnier

95e régiment d'infanterie
- 1854 : Compérat (95e RI)
- 1854 : Paulze d'ivoie (95e RI)
- 1854 : Danner (95e R

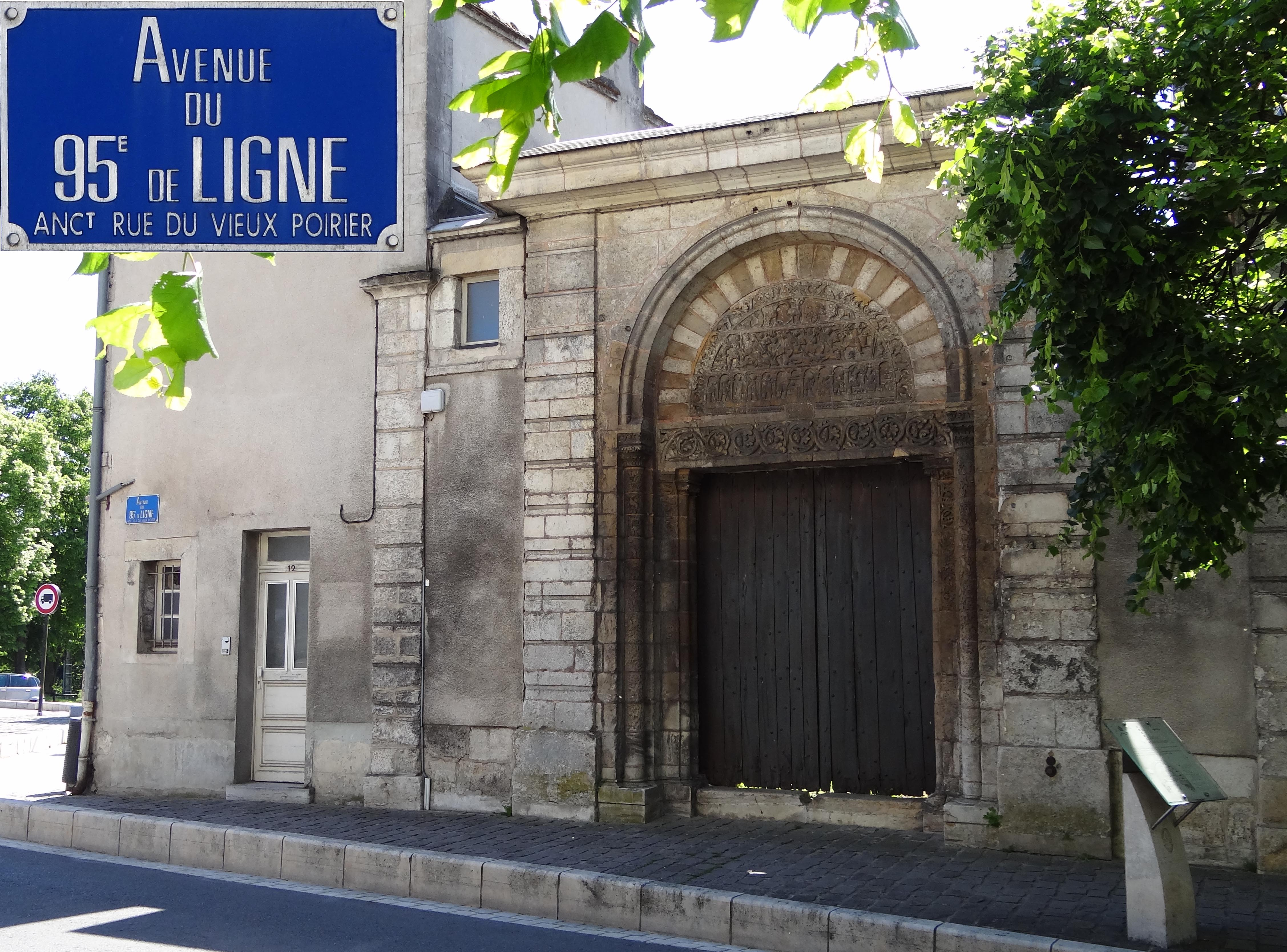
Avenue du 95e de ligne à Bourges.

- 1855 : colonel Danner (Henry Rodolphe)
- 1857 : colonel Jolivet (Charles Jean)
- 1863 : colonel Fihlol de Camas (Armand)
- Avril 1865-août 1866 : colonel Simon Carteret-Trécourt
- 1870 : Colonel Léopold Davout d'Auerstaedt
- 1871 : colonel Choppin-Merey (Louis-Marie-Paul)
- 1875 : colonel Richard (Jean Henri)
- 1880 : colonel Guillet (Jean-Clément-Gustave)
- 1888 : colonel Malher (Edmond)
- 1889 : colonel Léger (Joseph Émile)
- 1894 : colonel Davignon
- 1896 : colonel Bonneau du Martray
- 1898 : colonel Rebora (Léopold)
- 1904 : colonel Noël (Joseph Ulisse)
- 1908 : colonel Famechon
- 1912 : colonel Weywada
- 1914 : colonel Louis Émile Étienne Tourret[5],[6] (†).
- 25 août 1914 : lieutenant-colonel De Chaunac de Lanzac[7].
- 11 octobre 1914 : chef d'escadron Blavet[8].
- 25 novembre 1914 : lieutenant-colonel Goybet[9].
- 15 décembre 1914 : chef de bataillon puis colonel Jean-Marie de Bélenet[10],[11]
- 12 septembre 1916 : lieutenant-colonel Seupel[12]
- 18 avril 1917 : commandant Soulages[13]
- 18 avril 1917 : capitaine Leroy[14]
- 18 avril 1917 : commandant Barrière[15]
- 20 avril 1917 : lieutenant-colonel Gouney[16]
- 27 septembre 1917 : chef de bataillon puis lieutenant colonel Andréa[17]
- 1919 : colonel Moillard[18]
- 1923 : colonel Gelin
- 1927 : colonel Lebel
- 1931 : colonel Dentz
- 1933 : colonel Genoudet
- 1935 : colonel Rivet
- 1937 : colonel Compagnon
- 1940 : colonel Grélot
- 1945 : colonel Sarreau
- 1963 : colonel Lenoir

1re compagnie 95e régiment d'infanterie
- 1963 : capitaine Arbogast
- 1964 : capitaine de Rancourt de Mimerand
- 1964 : capitaine Jamet
- 1966 : chef de bataillon Bonnet

95e régiment d'infanterie divisionnaire
- 1969 : lieutenant-colonel Rousse Lacordaire
- 1973 : colonel (CR) Berthelot
- 1975 : colonel (CR) Aupy
- 1977 : colonel (CR) Duranton
- 1979 : colonel (CR) Henon (premier colonel d'origine « réserve »)
- 1983 : lieutenant-colonel (CR) Crochet

95e régiment inter-arme divisionnaire
- 1985 : lieutenant-colonel (CR) Médard
- 1988 : lieutenant-colonel (CR) Baes
- 1991 : colonel Millour
- 1994 : lieutenant-colonel Boy

Ecoles militaires de Bourges - 95e régiment d'infanterie
- 2019 : lieutenant-colonel Dubost[2]
- 2021 : colonel Laplace

## Garnisons, campagnes et batailles

### 95erégiment d'infanterie de ligne ci-devant Salis-Marschlins (1791-1793)

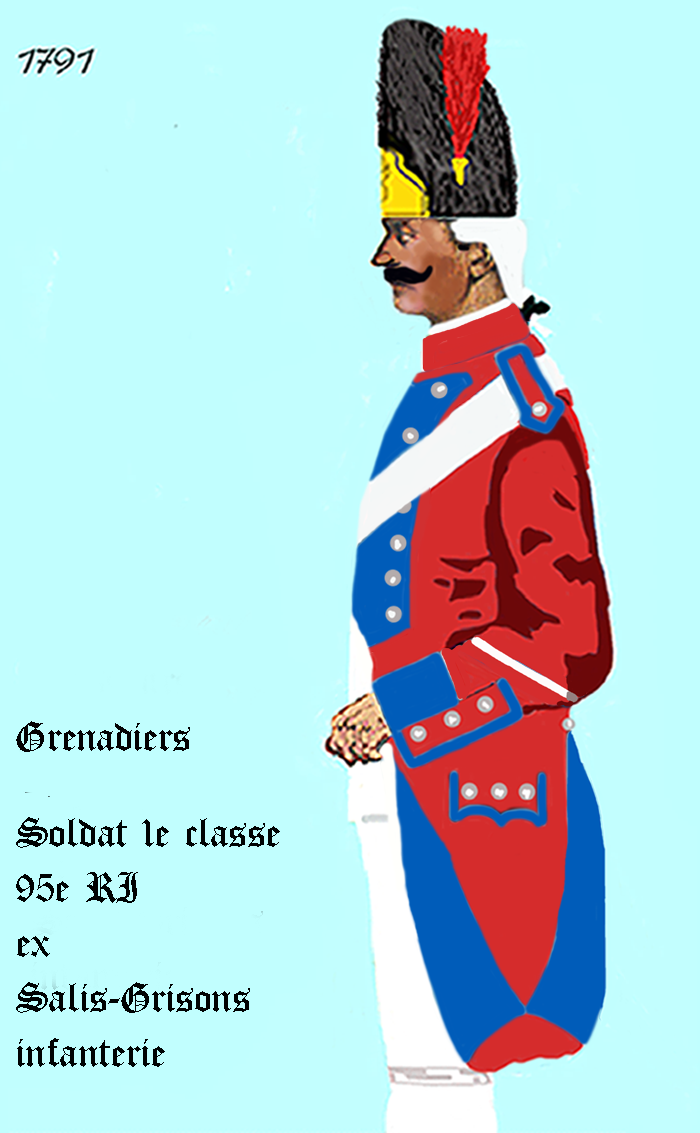
95e régiment d'infanterie de ligne ci-devant Salis-Marschlins de 1791 à 1792
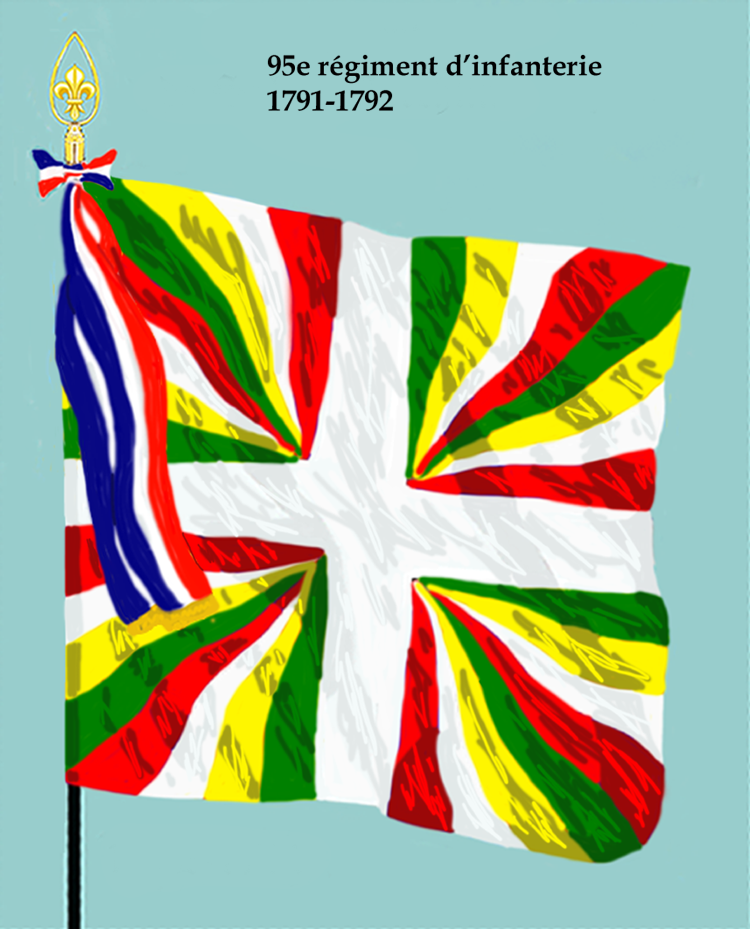
Drapeau du 95e régiment d'infanterie de ligne de 1791 à 1793

#### Guerres de la Révolution et de l'Empire
La conduite que tint le 95e régiment d'infanterie de ligne ci-devant Salis-Marschlins pendant la Révolution française le rendit cher aux habitants de la Corse, qui, à l'époque du licenciement des troupes suisses en 1792, firent des démarches empressées pour le conserver,. Dans un rapport à la Convention, Charles André Pozzo di Borgo chercha à prouver que ce régiment grison ne se trouvait point dans des conditions analogues à celles des autres corps suisses, que sa capitulation ne renfermait point les clauses onéreuses ou embarrassantes contenues dans les capitulations des autres régiments, qu'il était enfin tout à fait à la dévotion du gouvernement français. 
Salis-Marschlins fut, en effet, conservé provisoirement; mais, au commencement de 1793, il fut dénoncé comme attaché à la cause de Paoli, et sur la réclamation de Marat, sa dissolution immédiate fut décrétée, le 2 avril, par la Convention. 
Cette mesure eut le résultat qu'on pouvait prévoir : le régiment de Salis-Marschlins passa sous les drapeaux de Paoli.

### 95edemi-brigade de première formation (1793-1798)

#### Guerres de la Révolution
En 1793, lors du premier amalgame la 95e demi-brigade de première formation est formée avec :
- le 1er bataillon du 48e régiment d'infanterie (ci-devant Artois)
- le 2e bataillon de volontaires de la Creuse
- le 8e bataillon de volontaires de la Haute-Saône

La 95e demi-brigade, fait la campagne de l'an II (1794) à l'armée du Rhin et combat à Edenkoben (13 et 14 juillet 1794).

Durant celles de l'an III (1795) et de l'an IV (1796) il est avec l'armée de Rhin-et-Moselle et participe à la bataille de Handschuhsheim et au siège de Kehl.

Lors du second amalgame, elle est incorporée dans la 62e demi-brigade de deuxième formation.

### 95edemi-brigade de deuxième formation (1798-1804)

#### Guerres de la Révolution et de l'Empire
La 95e demi-brigade de deuxième formation est formée le 1er nivôse an VII (21 décembre 1798) par l'amalgame de :
- Détachement de la 22e demi-brigade de deuxième formation.
- Détachement de la 29e demi-brigade de deuxième formation.
- Détachement de la 51e demi-brigade de deuxième formation.
- Détachement de la 94e demi-brigade de deuxième formation.
- De conscrits
- De Réquisitionnaires

La 95e demi-brigade fait la campagne de l'an VII (1799) aux armées du Danube et du Rhin et celles de l'an VIII (1800) et de l'an IX (1801) à l'armée du Rhin.

En 1800, la 95e demi-brigade se distingua lors des combats et batailles de Kehl, d'Eckartsweier, Erbach et Dellmensingen, Vieux-Brisach et du combat du pont de Reichenau (13 juillet 1800).

### 95erégimentd'infanterie de ligne (1803-1815)
Par décret du 1er vendémiaire an XII (24 septembre 1803), le Premier Consul prescrit une nouvelle réorganisation de l'armée française. Il est essentiel de faire remarquer, pour faire comprendre comment, souvent le même régiment avait en même temps des bataillons en Allemagne, en Espagne et en Portugal, ou dans d'autres pays de l'Europe, que, depuis 1808, quelques régiments comptaient jusqu'à 6 bataillons disséminés, par un ou par deux, dans des garnisons lointaines et dans les diverses armées mises sur pied depuis cette date jusqu'en 1815.

Ainsi, le 95e régiment d'infanterie de ligne est formé à 3 bataillons avec les 1er, 2e et 3e bataillons de la 95e demi-brigade de deuxième formation.

#### Guerres de la Révolution et de l'Empire
Le 95e régiment d'infanterie de ligne fait les campagnes de l'an XII (1803), de l'an XIII (1804) à l'armée de Hanovre.

Il fait la campagne de l'an XIV (1805), 1806 et 1807 au 1er corps de la Grande Armée, avec lequel, durant la campagne d'Allemagne, il s'illustre le 2 décembre 1805 durant la bataille d'Austerlitz, puis, durant la campagne de Prusse et de Pologne, aux batailles de Schleiz (9 octobre 1806), d'Iéna (14 octobre 1806), de Lübeck (6 et 7 novembre 1806), et de Friedland (14 juin 1807).
À partir de 1808, le régiment est séparé. Une partie est rattachée à la 1er corps de la Grande Armée et en garnison à Dantzig, dont un bataillon du régiment fit partie de la garnison de Dantzig de 1808 à 1814 date à laquelle il fut fait prisonnier de guerre et l'autre partie est rattachée à l'armée d'Espagne.
Les bataillons envoyés en Espagne sont engagés en 1808 à Durango et Espinosa, en 1810 à Jimena et Cadix, en 1811 à Cadix, Tarifa, et Albuera, en 1812 : Cadix, Miranda, et Saint-Petri et en 1813 à Vitoria, Col de Maya, et Col d'Aran.
Les autres bataillons font les campagnes de 1809 et 1810 aux du Rhin et au 2e corps de l'armée d'Allemagne, ou le régiment se distingue aux batailles d'Essling et de Wagram, celle de 1813, au corps d'observation de Mayence, au 14e corps de la Grande Armée et au corps d'observation de Bavière et combat à Dantzig et Dresde.

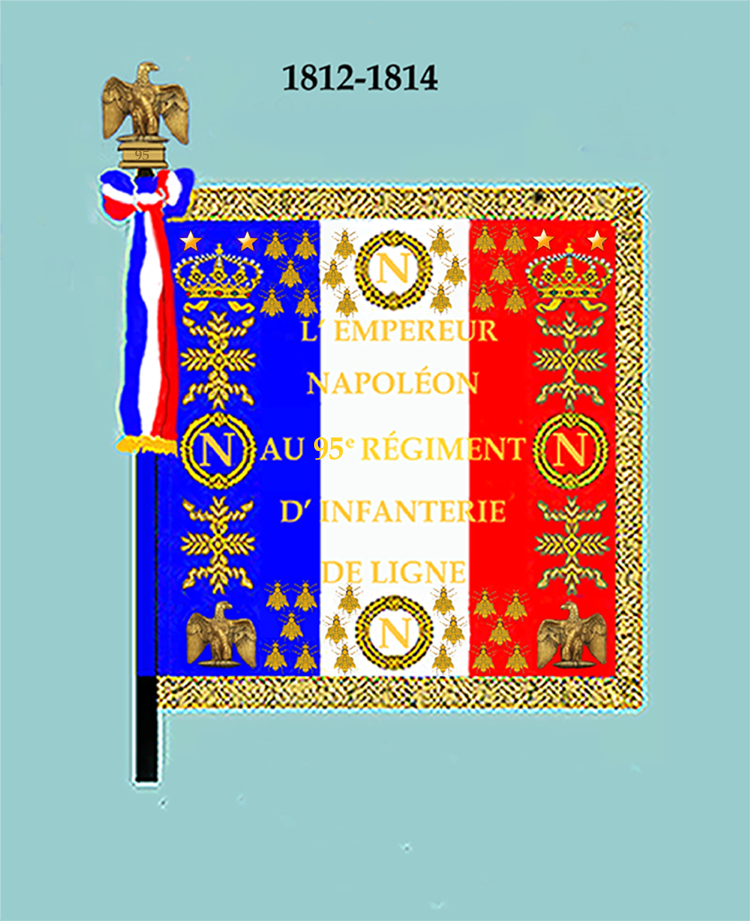
Drapeau de 1812 à 1814 (avers)
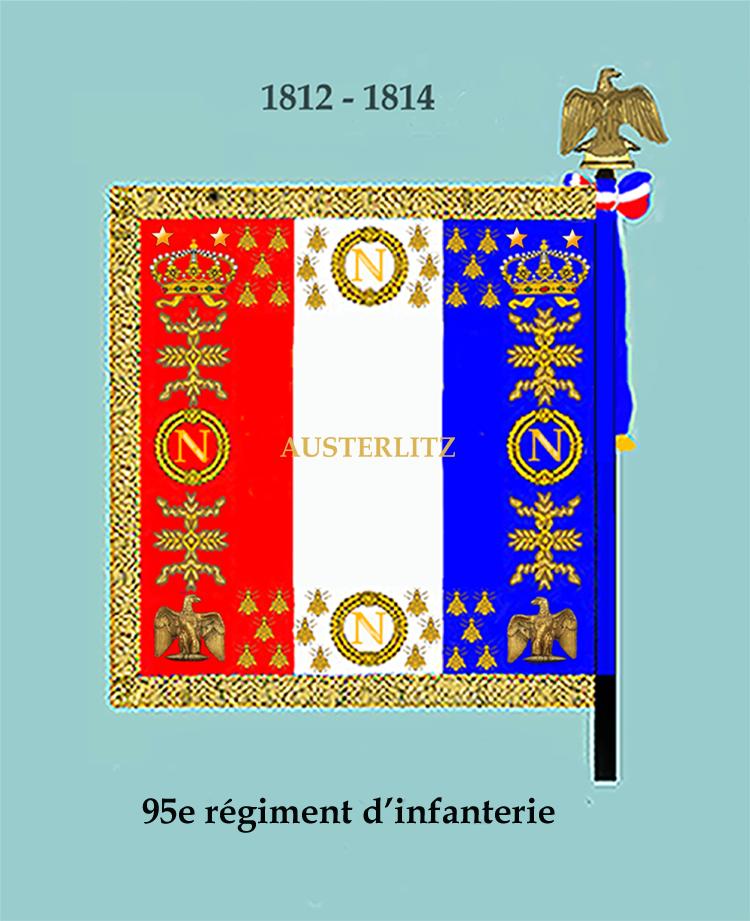
Drapeau de 1812 à 1814 (revers)

Le régiment effectue la campagne de 1814 à l'armée des Pyrénées, à la défense de Bayonne et défense de Mayence.
Après l'exil de Napoléon Ier à l'île d'Elbe une ordonnance de Louis XVIII en date du 12 mai 1814 réorganise les corps de l'armée française. Ainsi 90 régiments d'infanterie sont renumérotés, et le 95e prend le no 79e.

À son retour de l'île d'Elbe, le 1er mars 1815, Napoléon Ier prend, le 20 avril 1815, un décret qui rend aux anciens régiments d'infanterie de ligne les numéros qu'ils avaient perdus.

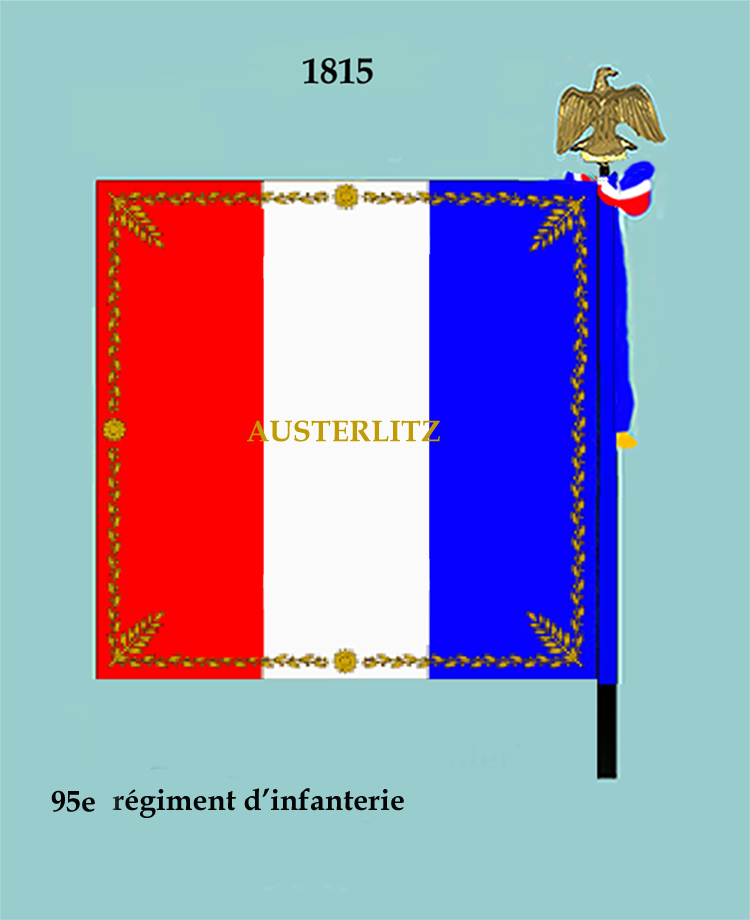
Drapeau en 1815 (revers)

En 1815, pendant les Cent-Jours, le 32e RI de ligne ayant retrouvé son numéro, fait partie du 1er corps de la Grande Armée et participant à la campagne de Belgique il se trouve le 18 juin 1815 à la bataille de Waterloo, ou il couvre la retraite avec le 1er régiment de grenadiers de la Garde impériale
Après la seconde abdication de l'Empereur, Louis XVIII réorganise de l'armée de manière à rompre avec l'héritage politico-militaire du Premier Empire.
A cet effet une ordonnance du 16 juillet 1815 licencie l'ensemble des unités militaires françaises.
Son numéro reste vacant jusqu'en 1854.

### 95erégiment d'infanterie de ligne (1854-1882)

#### Second Empire
Le décret du 24 octobre 1854 réorganise les régiments d'infanterie légère les corps de l'armée française. À cet effet le 20e régiment d'infanterie légère prend le numéro 95 et devient le 95e régiment d'infanterie de ligne.
Il est engagé dans la guerre de Crimée et participe au siège de Sébastopol (1855), à la bataille de Traktir (août 1855) et à la bataille de Kinbourn (octobre 1855).

L'unité retrouve la France le 26 mai 1856.
Par décret du 2 mai 1859 le 95e régiment d'infanterie fourni une compagnie pour former le 102e régiment d'infanterie.
De 1861 à 1867, il participe à l'expédition du Mexique et s'illustre durant la bataille de Puebla.

#### Guerre de 1870-1871
Lors de la guerre de 1870, le régiment est intégré à la 2e brigade du général Clinchant de la 1re division d'infanterie du général Montaudon qui est affectée au 3e corps d'armée du maréchal Bazaine. Il est alors sous le commandement du colonel Davout d'Auerstedt.
Il participe le 14 août 1870 devant Metz à la bataille de Borny sous le commandement du maréchal Lebœuf qui a pris le commandement du 3e corps après que Bazaine a été nommé commandant de l'armée. On le retrouve ensuite à la bataille de Rezonville, le 18 août 1870, au centre de la ligne de front où il contribue à repousser les forces allemandes durant de longues heures en leur infligeant d'importantes pertes, toutefois il doit se replier, l'aile droite ayant été débordée.
Le 16 août 1870, le 4e bataillon, formé, pour la plupart, de nouveaux arrivants, quitte le dépôt pour créer le 12e régiment de marche qui formera la 2e brigade de la 2e division du 13e corps d'armée
Le 18 août ce régiment combat à Chanterne.
Les 31 août et 1er septembre 1870 le 95e de ligne est engagé dans la bataille de Noisseville à la « ferme de l'Amitié ».

Cette bataille du 31 août fut terrible, acharnée. « On ne profita pas de l'élan de nos troupes pour franchir les obstacles » écrit le général Ambert dans son ouvrage « Gaulois et Germain ». La nuit venue le 95e occupait Servigny après une rude journée et les soldats étaient tellement près des Allemands que les conversations arrivaient jusqu'aux avant-postes. Les officiers du 33e de ligne affirment avoir entendu très distinctement les paroles suivantes, dites par un Prussien à ses camarades : « Aujourd'hui les Français nous ont bien battus; s'ils nous poursuivent cette nuit nous sommes perdus, car nous n'avons plus de munitions, et nous ne sommes pas en force; mais gare à eux s'ils attendent à demain! Nous aurons notre revanche ». 
L'attaque recommença le lendemain, mais trop tard, l'ennemi avait employé la nuit à faire arriver de nouvelles forces, tandis que du côté Français les troupes fatiguées n'étaient même pas relevées par les réserves. Le combat fut acharné , mais vers onze heures, la retraite des troupes Françaises devint nécessaire.
Dans cette bataille les Français perdirent 150 officiers et 3 400 hommes. Les pertes allemandes étant égales mais se battant à cinq contre un.
Le 7 octobre durant le siège de Metz il participe à une opération de ravitaillement contre les positions allemandes de Ladonchamps et des Trappes qui occasionne des pertes importantes à l'ennemi (1 700 hommes).
Le 27 octobre 1870, il fait partie des troupes qui capitulent à Metz.
Le 17 novembre 1870, durant la guerre franco-allemande eut lieu le combat de Torçay où fut engagé une compagnie de marche du 95e de ligne qui composait le 36e régiment de marche[réf. nécessaire]. Le 6 janvier 1871, cette compagnie est engagée dans l'affaire du Gué-du-Loir[réf. nécessaire].

#### De 1871 à 1914
Le 27 mars 1871, des éléments du régiment rentrant de captivité sont amalgamés avec d'autres éléments de diverses unités pour former le 1er régiment d'infanterie provisoire.
Après avoir été reconstitué à quatre bataillons à Marseille, le 95e régiment d'infanterie de ligne, est, en 1872, en garnison à Limoges (trois bataillons) et Tulle (un bataillon).
Le 26 octobre 1873 le régiment arrive au camp d'Avord.
En octobre 1875 il est en garnison à Bourges pour 3 bataillons et un à Avord.
Le 19 juillet 1876, l'ensemble du régiment en garnison à Bourges.
En 1880, à la suite d'une épidémie de typhoïde, un bataillon est envoyé à Avord tandis que les trois autres restent à Bourges.

### 95erégiment d'infanterie (depuis 1882)
Dans les années 1900, le régiment est en casernement à Bourges (deux bataillons) et au camp d'Avord (un bataillon). En 1907, dans le contexte de l'affaire Harden-Eulenburg, le régiment est affecté par ce que la presse de l'époque nomme le « scandale militaire de Bourges » : le capitaine de la 6e compagnie et un lieutenant sont mis aux arrêts de rigueur en raison de relations homosexuelles avec des soldats.

#### Première Guerre mondiale

##### Affectations et composition
De août 1914 à novembre 1918, le 95e RI reste affecté à la 31e brigade d'infanterie de la 16e division d'infanterie qui appartient au 8e corps d’armée. Au début du conflit, le régiment comprend un état major, trois sections de mitrailleuses et trois bataillons comprenant chacun quatre compagnies à quatre sections de 60 hommes. Le journal de marche et d'opération du régiment précise que l'effectif est, le 6 août 1914, de 3 383 hommes, soit 55 officiers et 3 328 hommes de troupe. En outre, il est doté de 190 chevaux de selle, de trait et de bât.

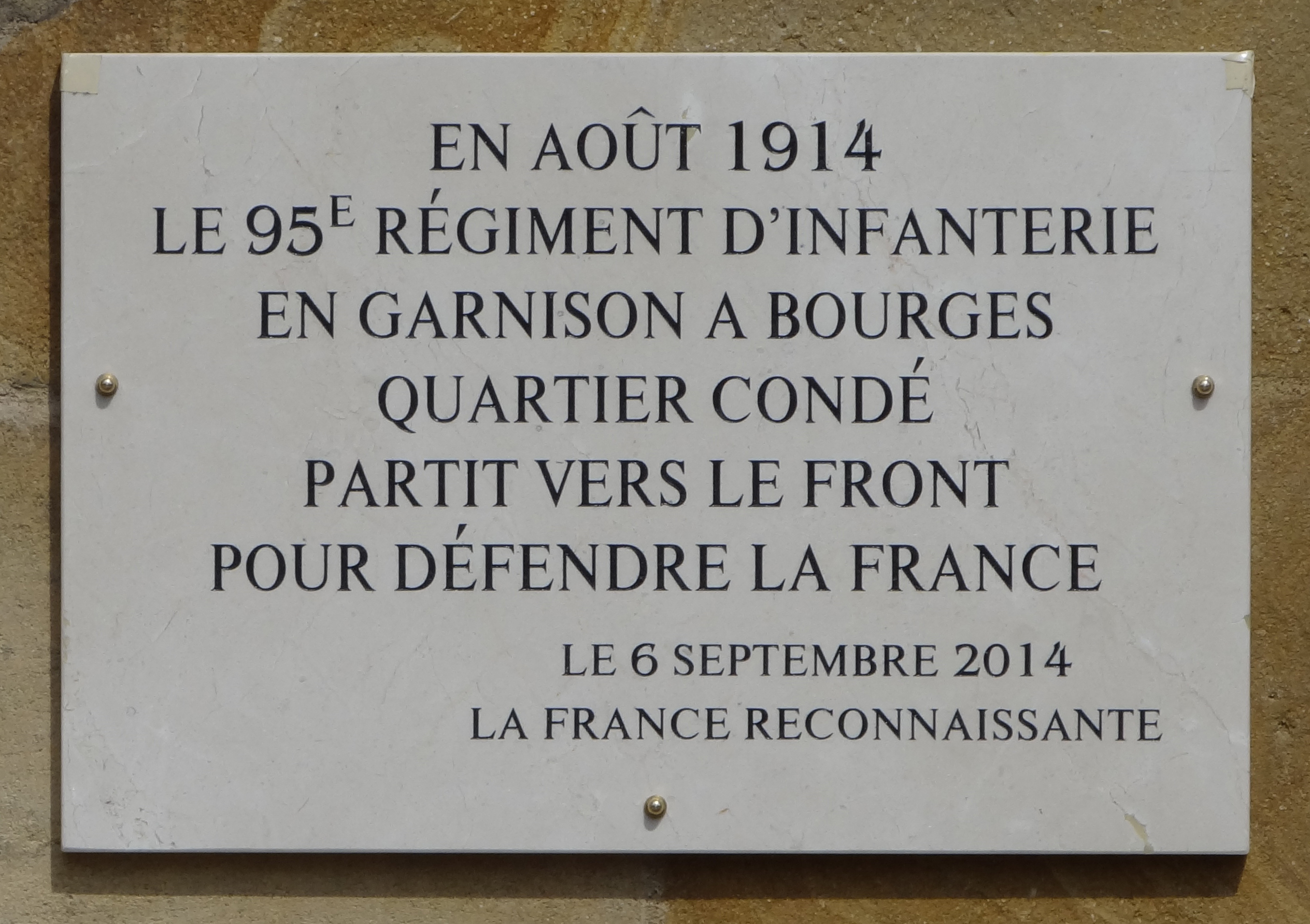
Plaque commémorative caserne Condé à Bourges

##### Année 1914
À la mobilisation, la 1re armée, commandée par le général Dubail, doit se concentrer au nord-est d’Épinal, son 8e corps, auquel appartient le 95e, se trouve à cheval sur la Moselle près de Charmes à proximité de la charnière avec la 2e armée. L'intention de Joffre est de conquérir rapidement l'Alsace avec ces deux armées afin « d'appuyer au Rhin la droite de son dispositif » en rejetant les troupes allemandes sur Strasbourg et réduire ainsi la ligne de front. En supplément de cet objectif tactique, le second motif de cette action est d'impressionner favorablement l'opinion publique en reprenant à l'Allemagne les régions annexées lors du conflit de 1870.
- 6 août : le régiment, formé d'un état-major et de 3 bataillons quitte Bourges par 3 trains pour se rendre dans l'est de la France, lieu de concentration de la 1re armée.
- 7 au 9 août : débarquements successifs des bataillons en Lorraine à Châtel-sur-Moselle et cantonnement dans la région (Nomexy, Châtel, Hadigny-les-Verrières et Pallegney. Le 9, le régiment se met en marche pour Xaffévillers, Glonville et Hablainville.
- 14 au 17 août : le 14, prise de Domèvre-sur-Vezouze et attaque de nuit de Blâmont par le 2e bataillon ; le 95e enregistre alors ses premières pertes. Le 95 pénètre en Lorraine annexée le 15, rejoint la ville d'Hattigny puis entre et cantonne à Lorquin le 17 août.
- 18 au 20 août : entrée en tête de la division à Sarrebourg puis défense de la ville. Le 20, après une reprise de l'offensive sur les hauteurs au nord de la ville (Eich-Reding) le 95 doit se replier sur Sarrebourg qu'il défend dans l'attente du soutien du 13e corps qui ne rejoindra pas. Très éprouvé[29], le 95e doit se résigner à abandonner la ville et se replie sur Lorquin[30].

- 21 au 23 août : le régiment retraite sur Blamont (21), Domèvre (22) puis Ortoncourt (23 août) afin de « se refaire ».
- 24 au 26 août : bataille de la trouée de Charmes également appelée bataille de la Mortagne. Le 24, le régiment investi Clézentaine ; le colonel Tourret est tué d'un éclat d’obus et est remplacé provisoirement par le commandant Varay. Le lendemain, lors de l'attaque de la ville de Mattexey le régiment est pris à partie par des armes lourdes et, ses unités dispersées, doit battre en retraite sur Rehaincourt avant de retourner à Ortoncourt.
- 27 août au 3 septembre : le 27 août, tandis que le régiment reçoit un renfort de 1 000 hommes, le colonel de Chaumac prend le commandement. Le régiment bivouaque sur ces positions à Deinvillers et est relevé par le 29e RI le 3 septembre. Le régiment cantonne à Fauconcourt et Saint Genest.
- 9 septembre : le régiment attaque sans succès à deux reprises la ville de Saint Pierremont.
- 12 au 23 septembre : les Allemands ont évacué la ligne de front pendant la nuit du 12. Le régiment cantonne à Domptail (12) puis à Rehaincourt (13 et 14) et se rend le 14 à Charmes où il embarque par voie ferrée pour Saint-Mihiel le 15 septembre. Le régiment cantonne successivement à Rouvrois-sur-Meuse et Spada, à Saint-Maurice et Billy puis à Varvinais et Senonville). Il embarque le 20 à Sampigny et Lérouville et débarque le lendemain à Sainte-Menehould dans la Marne pour cantonner à Braux-Saint-Remy. Après avoir reçu un renfort de 800 hommes les 21 et 22 septembre le régiment embarque à nouveau le 23 dans des trains en gare de Villers Daucourt à destination de Sampigny.
- fin septembre : bataille de la Woëvre - Apremont, Xivray, Marvoisin, Marbotte puis le bois Brûlé, la redoute du bois Brûlé, la Tête à Vache (octobre-décembre)
- le 18 août 1914, Octave Monjoin, Anthelme Mangin, 'le soldat inconnu vivant' est blessé à Blamont.

##### Année 1915

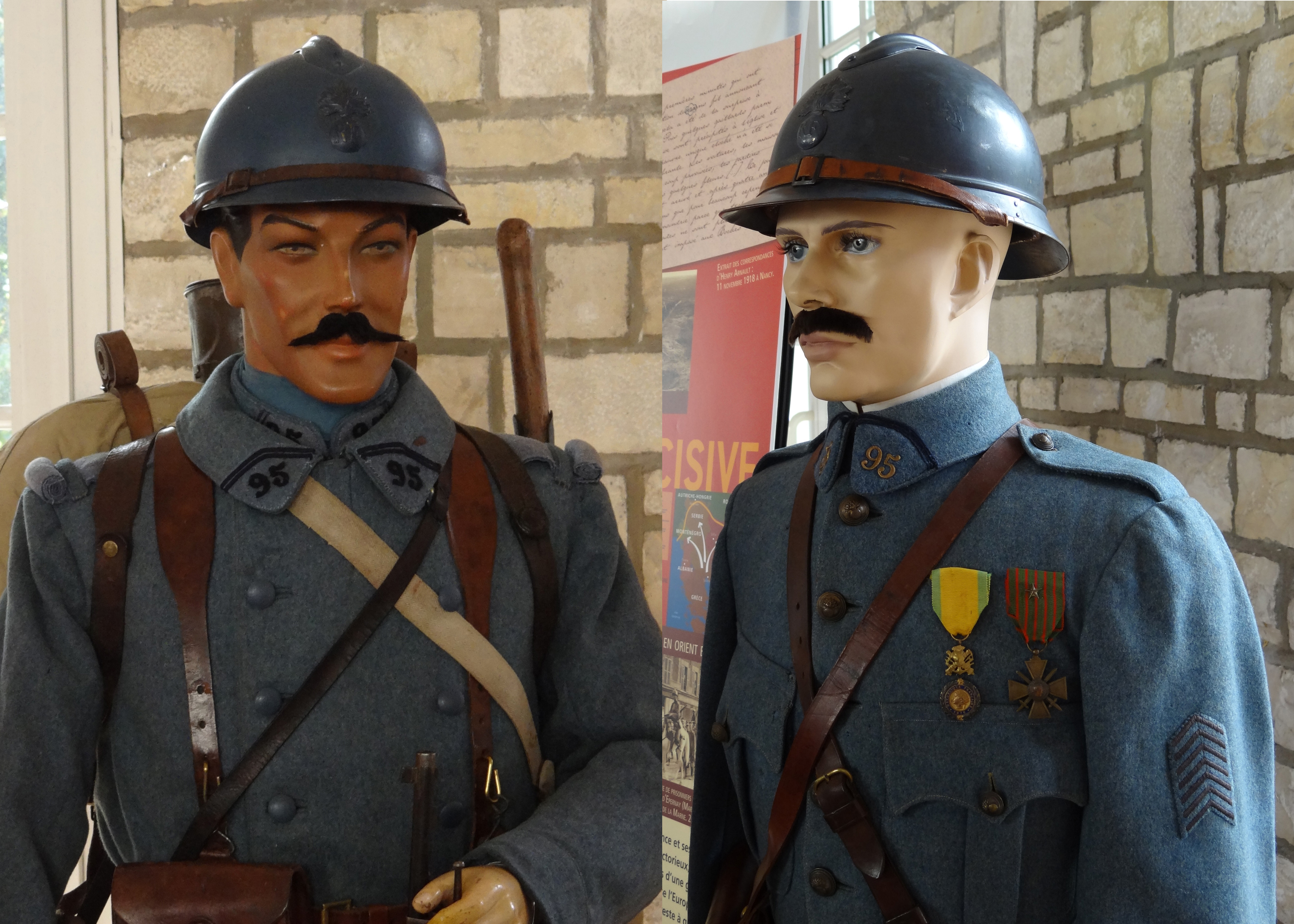
Soldat et officier du 95e RI - Guerre 1914-18.

Durant l’année 1915, le régiment va occuper alternativement différentes positions aux abords d’Apremont-la-Forêt notamment dans le Bois Brûlé (tranchée Saint Agnant - tranchée Bois Brûlé - tranchée de la Tête à Vache) mais aussi au ravin de la Source - ravin de Vosel - tranchée de la Louvière puis secteur du bois Mullot - tranchée Maison Blanche - tranchée Rabier (anciennement tranchée Louvière).

##### Année 1916
- Secteur d'Apremont-la-Forêt : occupation de la tranche de la Tête à Vache.
- du 4 février au 21 février : Belrain (exercices – instruction - repos)
- 22 février 1916 : le régiment quitte ses cantonnements d’Erize-la-Brûlée et Rosnes pour se porter au ravin de Thiaumont (600 S.O de Douaumont).
- Verdun (février) : Douaumont (pertes : 686 hommes)

Le 24 février 1916 au soir, le 95e RI arrive à la cote 347. Il vient de faire 56 kilomètres en trente-six heures. Les reconnaissances envoyées en avant du village de Douaumont par le 95e RI ne rencontrent ni les ouvrages qui avaient été signalés par l'état-major, ni les troupes que le régiment devait relever. Il n'y a plus de troupes entre le 95e et l'ennemi : elles sont toutes en fuite ou prisonnières. Le colonel de Bélenet, qui commande le 95e RI, reçoit du général Balfourier, qui commande le 20e corps, l'ordre de se porter à Douaumont.

« Il établit son 3e bataillon dans les éléments de tranchée qui existent en avant du village, son 1er bataillon au nord du village, aux cotes 378 et 347, son 2e bataillon en réserve entre Fleury et Thiaumont. L'autre régiment de la brigade, le 85e, occupe à gauche le secteur qui va de l'est de Louvemont à la cote 378. Il a lui-même la 51e division à sa gauche. À droite du 95e se trouve la brigade Chéré (2e et 4e bataillons de chasseurs, et le 418e régiment d'infanterie). »

— Lieutenant Henri Carre (4e section, 12e compagnie, 95e RI).
Le 25, dès le petit jour, bombardement allemand sur le village de Douaumont et sur ses alentours.

« Les soldats du 95e régiment d'infanterie ont l'impression d'être seuls, abandonnés du reste de l'Armée, holocaustes choisis pour le salut de Verdun. Vers le milieu de l'après-midi, le bombardement cesse et l'attaque se produit. Des masses, jaillies du bois d'Haudremont, submergent le 1er bataillon  mais se brisent contre nos mitrailleuses et nos feux de salve, à nous. Les Allemands s'aplatissent, se terrent. Et le bombardement reprend. Il est de courte durée, cette fois. La fumée qui couvrait le fort se dissipe et, de sentir cette force si près, cela rassure nos hommes. Ils sont tous à leurs postes, attentifs à l'assaut que ce calme présage. Soudain, un cri : « Les voilà ! » …
J'ai dit que le 3e bataillon occupait les tranchées autour du village. Ces tranchées formaient un angle droit. Sur la plus grande branche, parallèle à la rue et face à la cote 347, les 9e, 10e et 11e compagnies. Sur la plus petite, face au fort, la 12e compagnie ou, plus exactement, un peloton de la 12e compagnie : la 4e section que je commande en qualité de lieutenant, la 3e section sous les ordres de l'adjudant Durassié. Avec nous, la section de mitrailleuses du 3e bataillon, sous les ordres du capitaine Delarue. Delarue et Durassié sont toujours vivants. Et vivants également une quinzaine d'hommes qui étaient avec nous ce jour-là… »

— Lieutenant Henri Carre.
Le 26, retraite du village de Douaumont qu'occupait le 3e bataillon du 95e RI.

« le 95e régiment d'infanterie devait être relevé au matin du 26 par le 110e, mais le colonel de Bélenet, « le géant d'Apremont », décida de retarder la relève. Jusqu’à la nuit, afin de ne pas compromettre la défense. Quand le régiment partit, dans la nuit du 26, il laissait derrière lui 800 hommes tués, mais il avait sauvé Verdun. »

— Lieutenant Henri Carre.
- Bonzée, Villers (mars à juin) ; Verdun (juil.-août) : Secteur de Tavannes, ferme de Dicourt, La Lauffée, Tunnel de Tavannes perte : 238h ; Les Eparges (août - 15 sept.) ; repos et instruction région Ludre - Tonnoy et Ferrière près de Nancy (16 sept. - 30 nov.) ; Proyart (arrondissement de Péronne) à compter du 15 déc. puis Berny-en-Santerre.

##### Année 1917
- Argonne (janv.-mars) : Le Four de Paris
- Champagne : Les Marquises (début avril) puis offensive du 16 avril : bois de la Grille Pertes : 850h Woëvre (mai-juin) : Blanzée, Moulainville
- Champagne (juin-décembre) : La Main de Massiges
- 6 décembre 1917 - 2 février 1918 : retrait du front. Instruction et travaux vers Dampierre-le-Château et vers Sainte-Menehould.

##### Année 1918
- Champagne (janvier-juillet) : Main de Massiges - La Marne (août) : bois des Dix-Hommes, Aubilly, Bouleuse puis Sapicourt, Rosnay - Champagne : La Vesle, Trigny, Brimont, Pongivart, Auménancourt, Lor, Béthancourt.
- 25 - 28 octobre : attaque d’une partie de la « Hunding Stellung », dernière ligne de défense allemande composée de tranchées, casemates et protégée par d’épais réseaux de barbelés.
- 29 octobre : attaque de la colline de la Chapelle de Recouvrance (les derniers tués à l’ennemi).
- 31 octobre : le 95e RI subit sa dernière journée de bombardement. Après relève, il se rend, au repos, à Ay en Champagne situé à proximité de la ville de Épernay où il apprendra la notification de la signature de l’Armistice entre les puissances alliées et l’Allemagne.
- 26 novembre : la 16e DI est dirigée, pour se regrouper, sur la région de la forêt de Compiègne.
- 18 décembre : la 16e DI fait mouvement pour se regrouper au 8e CA dans la région d’Hirson.
- 30 décembre : parvenu dans le département du Nord, une partie des effectifs est affectée à la garde des frontières. Des mesures sont prises pour venir en aide aux services publics et à la population civile.

#### Entre-deux-guerres
Le 6 février 1919, le général Maistre, commandant le GAC, remet à Fourmies la fourragère aux couleurs de la Croix de Guerre 1914-1918 aux drapeaux des 85e, 95e, 13e, 29e RI et à l’étendard du 1er RAC. Les régiments sont représentés respectivement par un bataillon, le chef de corps et le drapeau.

#### Seconde Guerre mondiale
Le 31 août 1939, le régiment, affecté à la 9e division d'infanterie motorisée et commandé par le colonel Compagnon, quitte Bourges pour la frontière de la Sarre. Il participe aux opérations de septembre en pénétrant de quelques kilomètres dans la Sarre, au nord de Erching. Il est relevé fin septembre et rejoint le Nord dans la région de Cassel où il reste jusqu'en février 1940. Le 26 décembre 1939, le colonel Grélot remplace le colonel Compagnon appelé à d'autres fonctions. Le 4 février 1940, le 95e RIM est intégré à la 7e armée du général Giraud et va cantonner vers Boulogne-sur-Mer.
Le 10 mai 1940, dans le cadre du plan Dyle-Breda, la 7e armée s'élance vers la frontière hollandaise. Le 15 mai, le 95e RI est déployé au nord de Bruxelles, vers Vilvorde, quand il reçoit l'ordre d'aller colmater la percée opérée par les Allemands à Sedan. Le 16 mai, il part en convoi automobile, contournant par l'Ouest le principal corps de bataille français engagé en Belgique. Le convoi arrive dans le Cambrésis le 17 au matin, complètement disloqué par la cohue de réfugiés en exil et de troupes en retraite rencontrés sur le parcours. Le débarquement se fait au hasard des pérégrinations nocturnes, dans une zone déjà partiellement contrôlée par la 7e division blindée du général Rommel et le 1er régiment de SS Totenkopf. La grande bataille a lieu à Catillon-sur-Sambre du 17 au 19 mai. Le régiment, à court de munitions et d'hommes, réduits à une poignée de combattants autour du colonel Grélot, rend les armes après avoir brûlé le drapeau. Il est dissous de fait.

#### De 1945 à nos jours
En janvier 1945, le 95e RI est brièvement recréé avec les maquis du Loiret (maquis de Lorris) et le 1er bataillon de marche de la Loire. Il exerce principalement une mission de garde des camps de prisonniers allemands en Normandie auprès de l'armée américaine du général Patton. Il est dissous en septembre 1945. Il reçoit un nouveau drapeau en avril 1945.
En 1963, il est une nouvelle fois recréé dans le cadre de la réserve. Il est composé d'un noyau d'actifs et de réservistes.
En 1966, il devient 95e RID (régiment d'infanterie divisionnaire)
En 1985, il devient le 95e régiment inter-armes divisionnaire (RIAD) à Bourges en 1985.
Le 1er janvier 1986, le 95e RIAD est dissous et quitte Bourges.
Il est reconstitué l'année suivante à Pannes, près de Montargis.
Il est lui-même dissous en 1998 dans le cadre général de la réorganisation des armées et de la suspensions du service national.
En 2019, le drapeau du 95e RI est remis à la garde des Écoles militaires de Bourges (EMB).

## Traditions

### Devise
Les régiments de Travers et de Salis-Maïenfeld avaient adopté la devise « Fortiter et Prudenter » (fort et prudent) qui devient « Virtues Premium » (le premier par le courage) au régiment de Salis-Marschlins.
En 1919, la devise adoptée par le 95e est « Debout les morts ». Elle provient de l'exclamation de l'adjudant Péricard, qui, le 8 avril 1915, l'utilise pour motiver ses troupes plaquées au sol lors d'un violent bombardement ennemi. L'action a lieu au cours d'un combat de tranchées sur une redoute du Bois-Brûlé dans le Saillant de Saint-Mihiel et permet de sauver une position juste conquise et menacée. Barrès, président de la Ligue des patriotes, avec l'accord de l'adjudant, en fait un récit mystique dans un roman sorti en 1916.
En mémoire de cet événement, l'un des vitraux de l'église Saint-Gérard de Marbotte illustre cet épisode du 8 avril 1915 au Bois Brûlé.

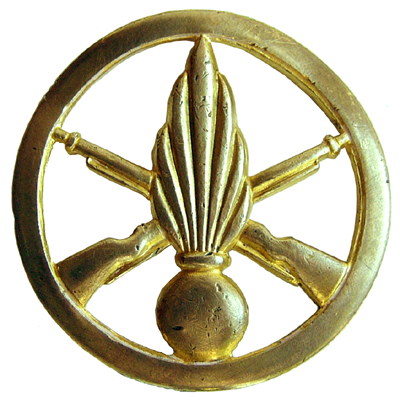
Insigne de béret d'infanterie.

Cette apostrophe, qui était depuis longtemps déjà en garnison un cri de mépris aux mal-portants et tire-au-flanc, est également le titre des Mémoires du sous-officier (devenu lieutenant à la fin de la guerre) et a été repris dans le chant Verdun ! On ne passe pas (Hardi les gars, debout, debout les morts !).
Elle est également devenue la devise du 3e régiment d'infanterie de marine, Péricard devenant selon une tradition orale une recrue de celui-ci.

### Drapeau et décorations

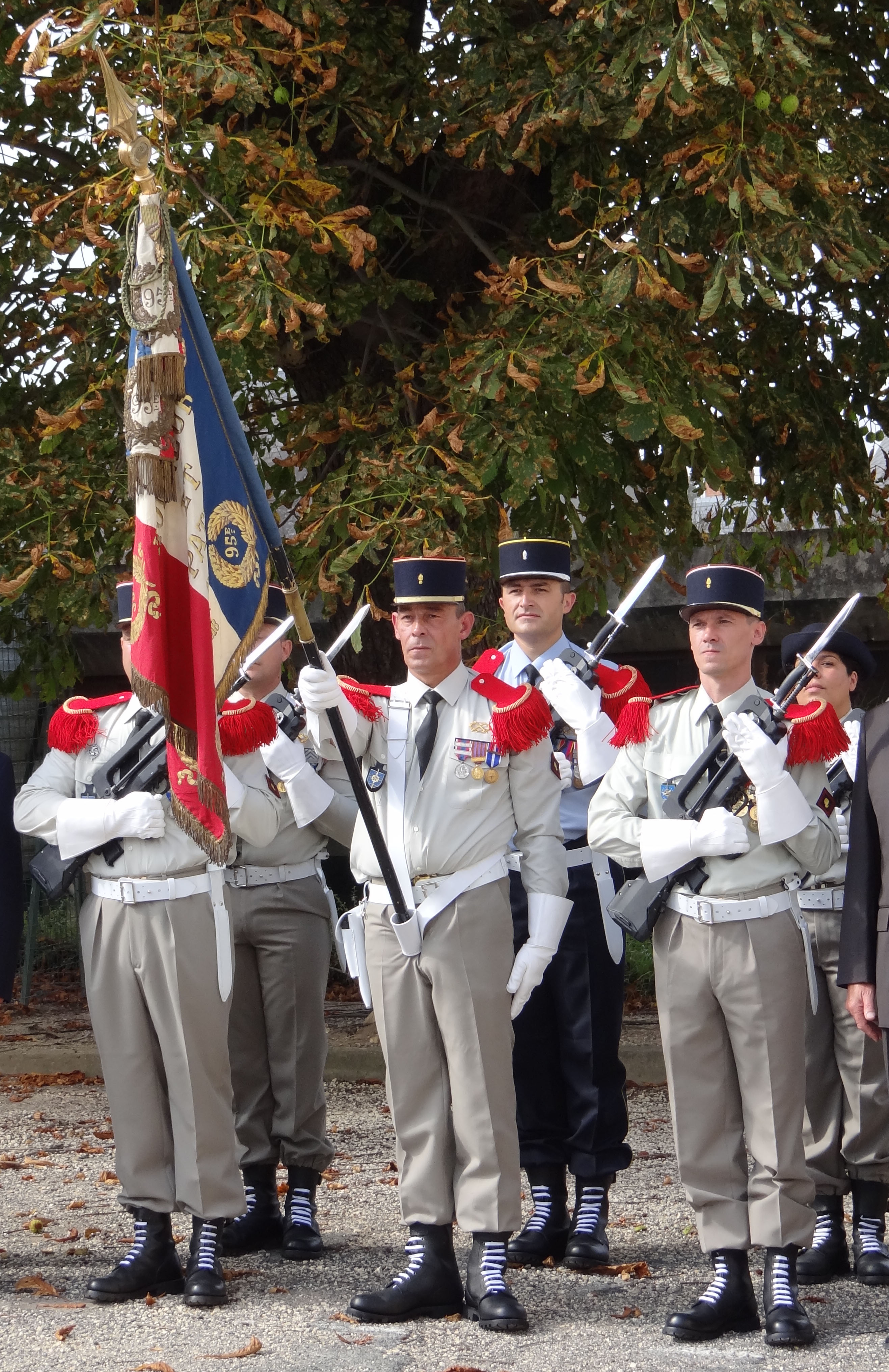
Drapeau du 95e RI et sa garde - 6 septembre 2014 à Bourges, caserne Condé.

Il porte, cousues en lettres d'or dans ses plis, les inscriptions suivantes :
- Austerlitz 1805
- Anvers 1832
- Sébastopol 1854-55
- Puebla 1863
- Verdun 1916-1917
- Les Monts 1917
- La Serre 1918

Le régiment reçoit la fourragère aux couleurs de la Croix de Guerre 1914-1918 le 10 décembre 1918.
Sa cravate est décorée de la Croix de guerre 1914-1918 avec deux citations à l'ordre de l'armée puis une à l'ordre du corps d'armée.

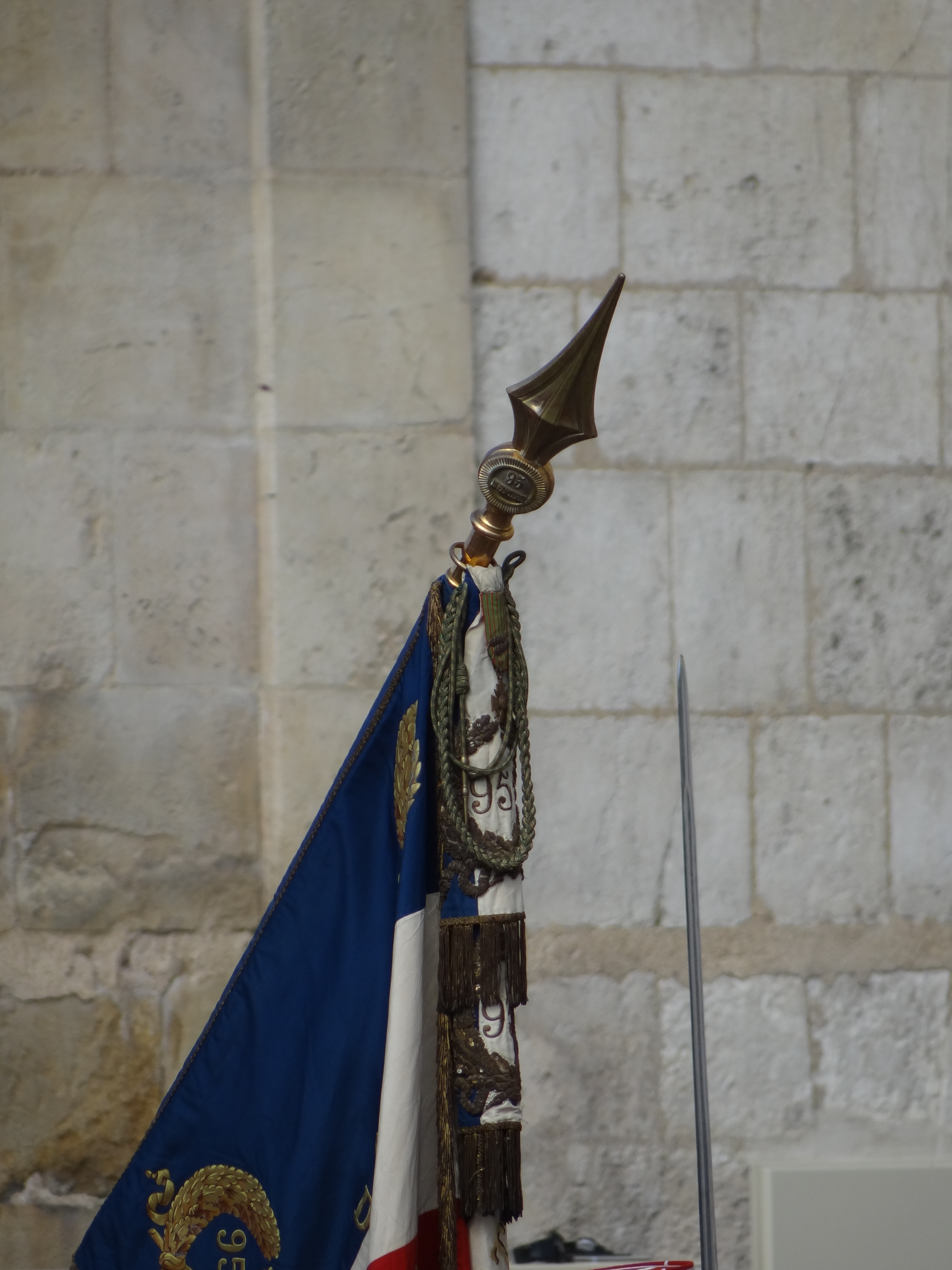
Détail de la cravate du drapeau du 95e RI.

## Personnalités ayant servi au sein du95eRI
- Jean-Baptiste Pierre de Semellé, général sous la Révolution française et le Premier Empire, il fut également député (1822 et 1830 à 1837). Il commanda la 20e demi-brigade légère de deuxième formation.
- Général de division Paul Maistre, fut capitaine dans le régiment. Il termine sa carrière comme inspecteur général de l’infanterie.
- Général de division Jean Antoine François Combelle, major du 95e régiment d’infanterie de ligne le 30 frimaire an XII. Il meurt des suites de ses blessures après la bataille de Dresde le 15 septembre 1813.
- Claude Chandon (1894-1944), résistant français, compagnon de la Libération, officier de réserve au 95e RI après la Première Guerre mondiale.

## Sources et bibliographie
- Adrien Pascal Histoire de l'Armée et de tous les régiments, Volume 5
- Émile Ferdinand Mugnot de Lyden : Nos 144 régiments de ligne
- Lieutenant E BLoch : Historique du 95e régiment d'infanterie de ligne (20e léger)
- Historique des 85e et 95e régiments d’infanterie sur le site de l'amicale
- Collectif - Agora défense, La vie militaire à Bourges et dans le Cher, éditions Alice Lyner, 2014 -  (ISBN 978-2-918352-53-2)
- Serge Andolenko, Recueil d'historiques de l'infanterie française, Paris, Eurimprim, 1969, 413 p. (OCLC 23418405)
- André-Ruetsch Jean-Pierre, Tempête à l'Est - L'infanterie berrichonne dans la campagne de France, mai-juin 1940, éditions Alice-Lyner, 2011  (ISBN 978-2-918352-12-9)
- Costumes du 95e régiment d’infanterie de ligne français 1806
- Journaux des marches et des opérations durant la Première Guerre mondiale sur le site Mémoire des hommes du ministère de la Défense :
  - JMO du 6 août 1914 au 4 février 1915
  - JMO du 5 février au 15 juin 1915
  - JMO du 16 juin 1915 au 6 juillet 1916
  - JMO du 7 juillet 1916 au 18 octobre 1918
  - JMO du 19 octobre 1918 au 27 avril 1919
- Anonyme, Historique du 95e régiment d'infanterie - Campagne de 1914-1918, Librairie Chapelot, version numérisée sur le site "Des Racines et des Êtres"